# Stadio José Rico Pérez
Lo stadio José Rico Pérez è lo stadio di calcio di Alicante, in Spagna.
Costruito nel 1974, è utilizzato per gli incontri di campionato dell'Alicante e dell'Hércules ed ha una capienza di 29 584 spettatori.
Ha ospitato tre incontri del Campionato mondiale di calcio 1982:
- Argentina -  Ungheria 4-1 (Gruppo 3, 18 giugno)
- Argentina -  El Salvador 2-0 (Gruppo 3, 23 giugno)
- Polonia -  Francia 3-2 (Finale 3º e 4º posto, 10 luglio)